# Avenwedde

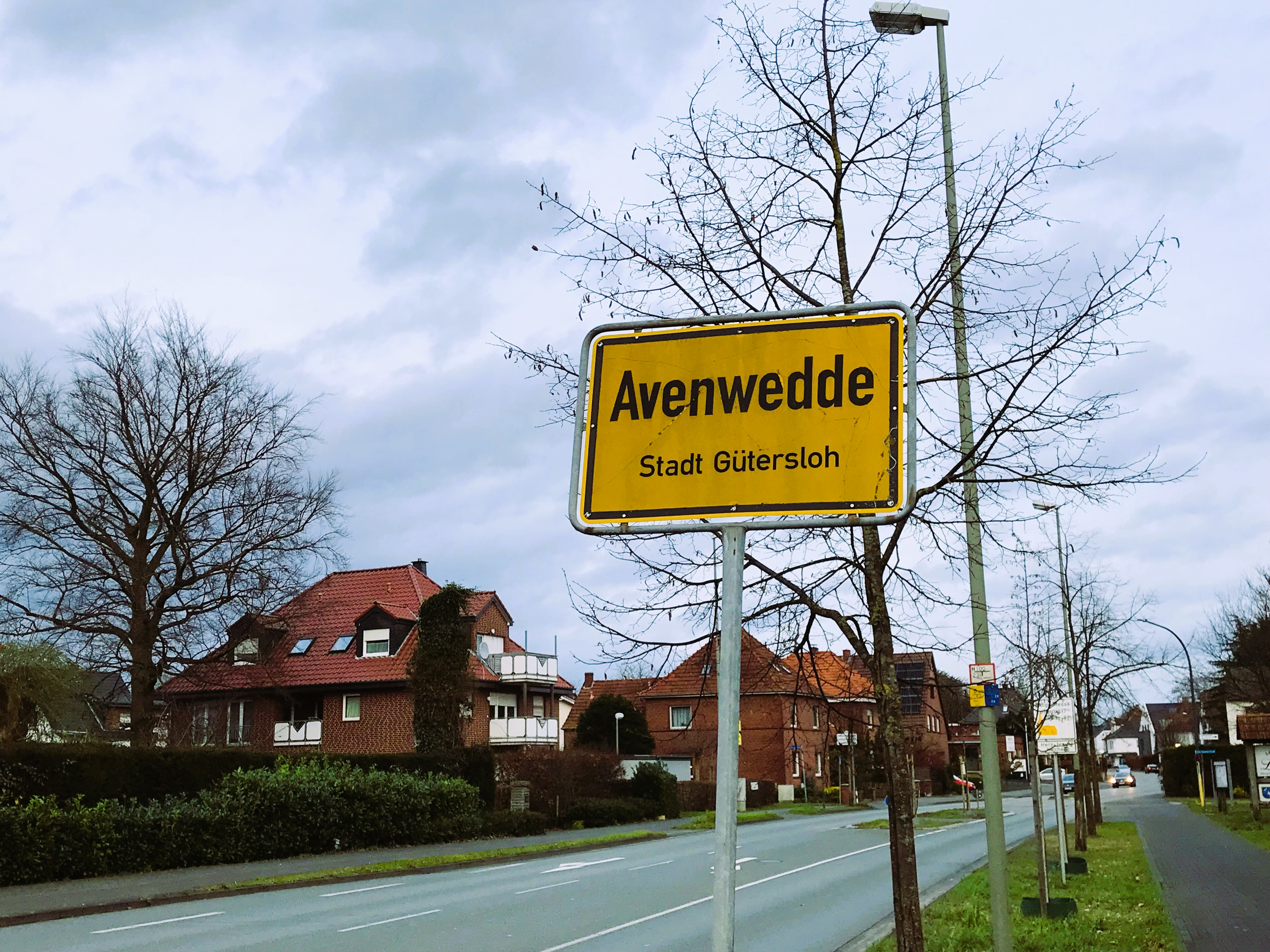
Ortseinfahrt Avenwedde

Avenweddeⓘ ist ein nordöstlicher Stadtteil der ostwestfälischen Kreisstadt Gütersloh. Es besteht aus den drei Teilen Avenwedde-Mitte, Avenwedde-Bahnhof sowie dem direkt in den Stadtteil Friedrichsdorf übergehenden Avenwedde-Nord.

## Geografie

### Lage
Avenwedde liegt auf einer Höhe von 89 m ü. NHN und umfasst eine Fläche von 21,64 km².

### Nachbarorte
Im Norden beginnend im Uhrzeigersinn grenzen an Avenwedde der Bielefelder Stadtbezirk Brackwede, der Gütersloher Stadtteil Friedrichsdorf, der Bielefelder Stadtbezirk Senne und die Gütersloher Stadtteile Spexard, Sundern, Nordhorn und Isselhorst. Im Süden grenzt Avenwedde an den Verler Stadtteil Sürenheide.

## Geschichte

### Bedeutung des Ortsnamens
Für den Namen „Avenwedde“ gibt es zwei Deutungen. Die eine übersetzt den Namen „ovenwide“ aus dem Altniederdeutschen mit „Schafsweide“. Aus dieser Erklärung wurde 1955 die Gestaltung des redenden Gemeindewappens hergeleitet, ein goldener Widder auf schwarzem Grund. Die alternative Deutung übersetzt den Namen mit „Wald des Ovo“, was einen Hinweis auf den Besitzer eines abgabenpflichtigen Hofes gäbe.
Das ehemalige Amt Avenwedde führte ein eigenes Wappen, dieses entsprach dem oben gezeigten Gemeindewappen, ergänzt durch das sechsspeichige Rad des ehemaligen Landesteiles Reckenberg des Hochstifts Osnabrück. Das Rad findet sich heute auch noch in den Wappen des Kreises Gütersloh und der Stadt Rheda-Wiedenbrück wieder.
Die Avenwedder selbst bezeichnen ihren Ort auch als „Bonnevie“ (auch: Bonewie). Dieser Name soll aus einer Verballhornung des französischen „bonne ville“, also so viel wie „schönes Dorf“, entstanden sein und aus der Zeit der französischen Besatzung Westfalens unter Napoleon stammen.

### Ortsgeschichte

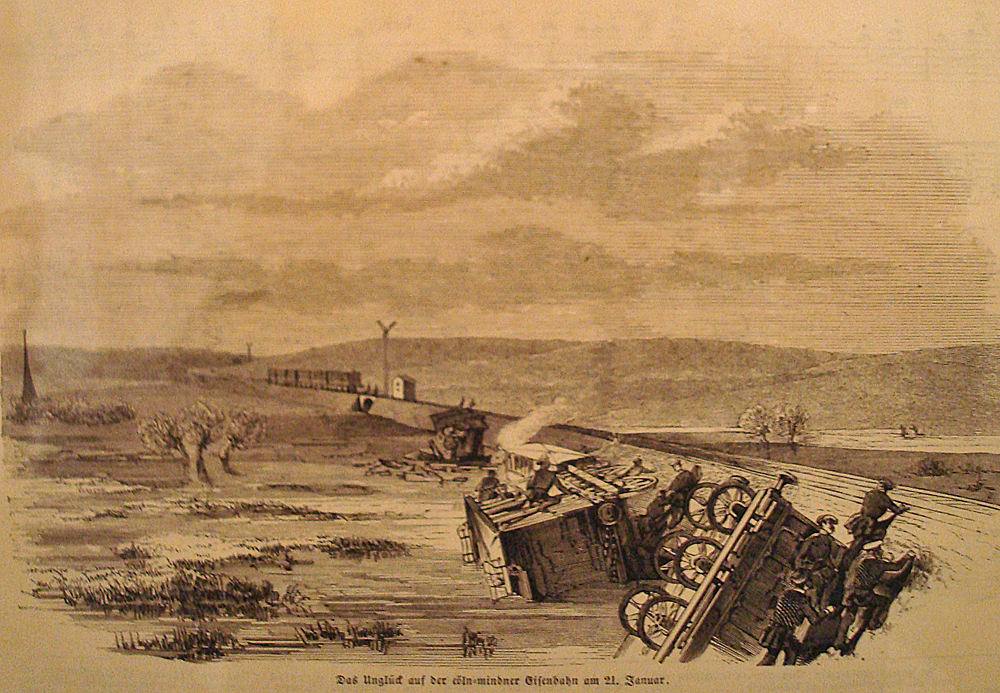
Das Eisenbahn-Unglück von Avenwedde bei Gütersloh vom 21. Januar 1851, Zeichnung aus der Illustrirten Zeitung, Leipzig

Die erste urkundliche Erwähnung Avenweddes als Bauerschaft Ovenwide datiert vom 17. April 1196. Avenwedde bildete sich nicht um einen Ortskern herum, sondern war und ist bis heute durch Streusiedlung geprägt.
Avenwedde gehörte zum Amt Reckenberg, einer Exklave des Hochstifts Osnabrück. 1803 wurde das Bistum Osnabrück durch den Reichsdeputationshauptschluss aufgehoben und dem Kurfürstentum Hannover zugeschlagen, das wiederum 1806 an Preußen fiel. Nach dem Sieg Napoleons über Preußen gehörte Avenwedde zwischen 1807 und 1813 zum Kanton Wiedenbrück im Distrikt Paderborn des Departments der Fulda im Königreich Westphalen. 1815 fiel das Amt Reckenberg endgültig an Preußen. Von 1816 bis 1888 bildete Avenwedde mit den Orten Kattenstroth-Spexard und Lintel die Großgemeinde Avenwedde im Kreis Wiedenbrück.

1846 und 1847 wurde der durch Avenwedde führende Streckenabschnitt der Köln-Mindener Eisenbahn gebaut. Am 21. Januar 1851 entgleiste ein Zug von Minden ins Rheinland im Bereich des heutigen Haltepunktes Isselhorst-Avenwedde, der allerdings erst 1891 eingerichtet wurde. Drei Todesopfer waren die Folge. Es war der bis dahin schwerste Eisenbahnunfall in Deutschland. In dem Zug reiste auch Prinz Friedrich Wilhelm von Preußen, der spätere Kaiser Friedrich III., der aber nur leicht verletzt wurde. Als Dank für seine Rettung bei dem Eisenbahnunglück stiftete er 1860 den Zinkdruckguss eines Taufengels von Bertel Thorvaldsen für die Martin-Luther-Kirche in Gütersloh. 
Am 10. Dezember 1888 wurden die Gemeinden Kattenstroth-Spexard und Lintel aus der Gemeinde Avenwedde ausgegliedert. 1914 wurden die Gemeinden Avenwedde, Spexard und Friedrichsdorf aus dem Amt Reckenberg aus- und in das neue Amt Avenwedde eingegliedert.
Am 1. Januar 1970 wurde die Gemeinde Avenwedde im Rahmen der Gebietsreform in Nordrhein-Westfalen in die Stadt Gütersloh eingemeindet.

## Kultur und Sehenswürdigkeiten

### Kirchen

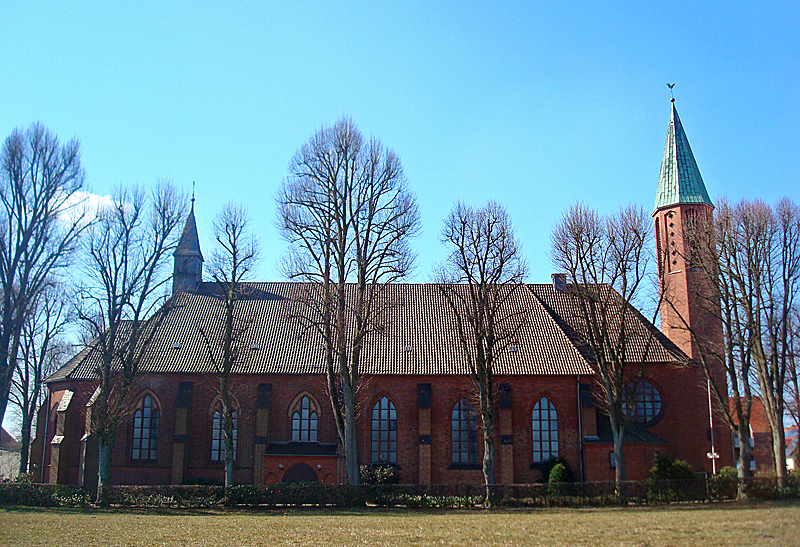
Herz-Jesu-Kirche

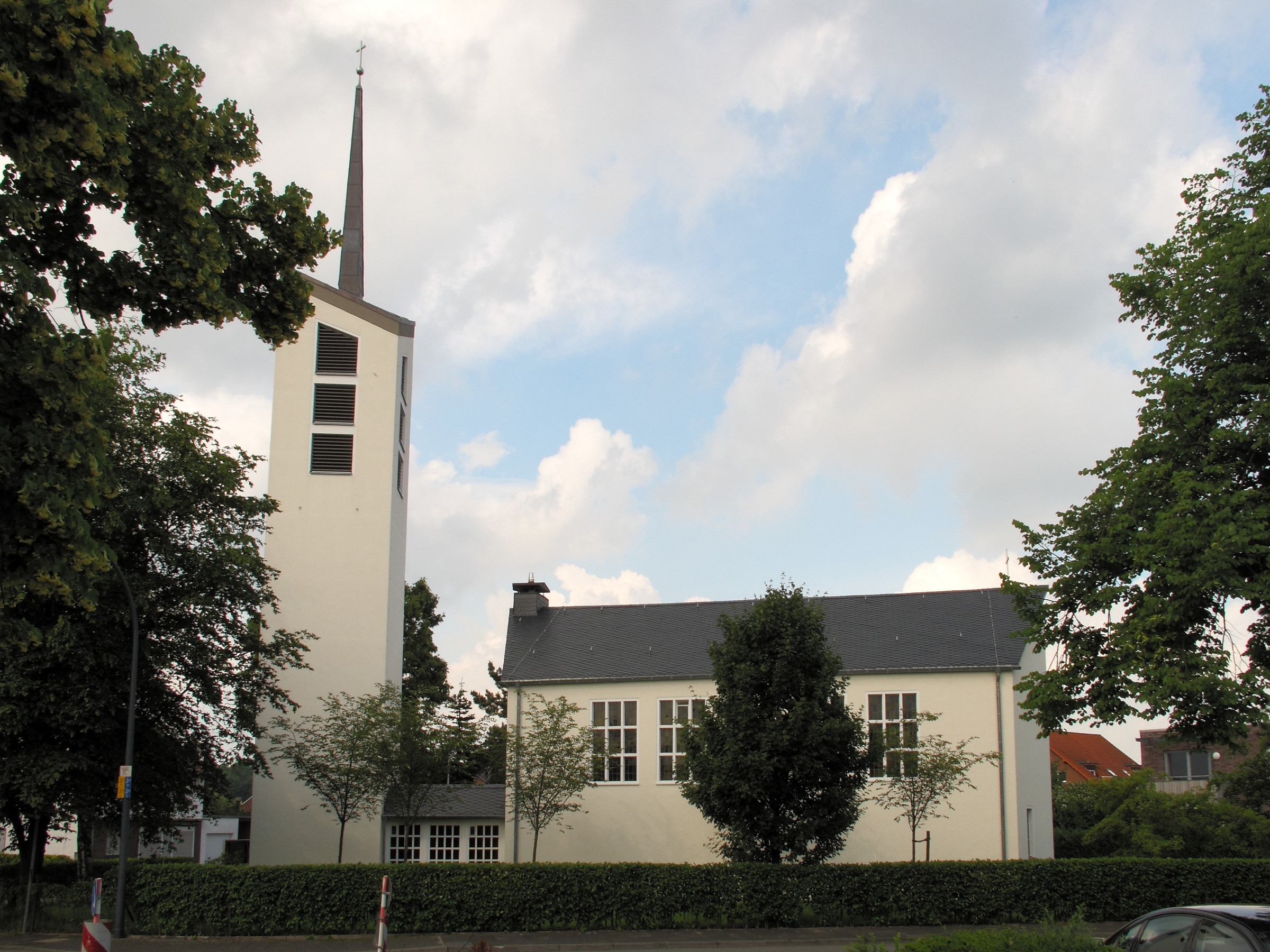
Christuskirche in Avenwedde-Bahnhof

Die katholische Herz-Jesu-Kirche wurde ursprünglich 1913–14 als dreischiffige neugotische Backstein-Hallenkirche errichtet. An das dreijochige Langhaus schloss sich im Osten ein polygonaler Chor an. Die Ausmalung erfolgte erst 1928. 1953/54 wurde die Kirche um das Doppelte erweitert. Dabei wurden die historisierenden Formen des Altbaus übernommen. Im Rahmen des Umbaus wurde der Chor nach Westen verlegt. Den achteckigen, 55 m hohen Turm fügte man dem zunächst lediglich mit einem Dachreiter ausgestatteten Bau erst 1964 hinzu. 1977 wurde im Inneren eine umfassende Renovierung der Kirche durchgeführt. Weitere Sakralbauten im Ortsteil sind das katholische Gemeindezentrum St. Marien und die evangelische Christuskirche.

### Weitere Bauwerke

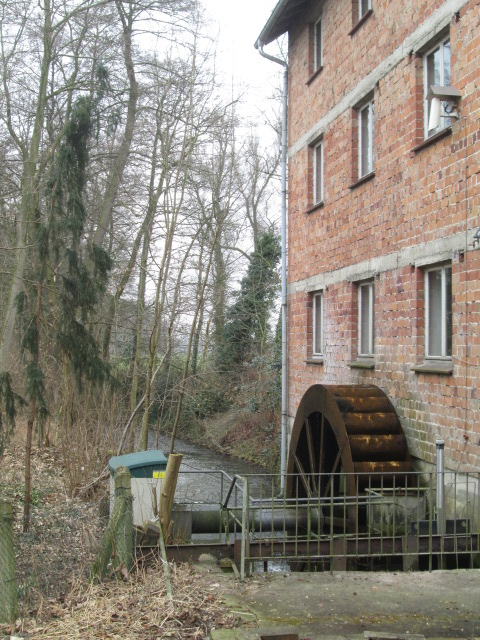
Ruthmanns Mühle

Zu den ältesten noch vorhandenen Fachwerkbauten der Gemeinde zählt das Gasthaus Immelwirt (Immelstraße 134), ein 1679 bezeichneter Vierständerbau. Der ebenfalls an der Immelstraße gelegene Hof Wiesreker (Haus-Nr. 95) verfügt über einen wohl noch im 17. Jahrhundert entstandenen Speicher, der angeblich einstmals auch als Backhaus diente. Hinweise auf diese Nutzung gibt es jedoch nicht. Schornstein und Backofen sind nicht (mehr) vorhanden. Sein äußeres Erscheinungsbild ist heute durch neuere Anbauten beeinträchtigt.
Die 1823 erbaute Getreidemühle Ruthmanns Mühle steht seit 2007 unter Denkmalschutz. Die technische Ausstattung der Wassermühle ist noch immer voll einsatzfähig.
Daneben stehen 21 weitere Objekte aus Avenwedde auf der Liste der Baudenkmäler in Gütersloh, darunter das Mahnmal, das Landhaus und die Brennerei Altewischer, das Bahnhofsgebäude, das Eisenbahnkreuz Röhrheide sowie mehrere Landesgrenzsteine.

## Natur
- Schierls Teich, ein kleiner Heideweiher in einem Dünengelände der ehemaligen Großen Heide

## Wirtschaft und Infrastruktur

### Gewerbe
Das Bertelsmann Corporate Center, die Firmenzentrale des Medienunternehmens Bertelsmann, befindet sich auf Avenwedder Gebiet.

### Verkehr

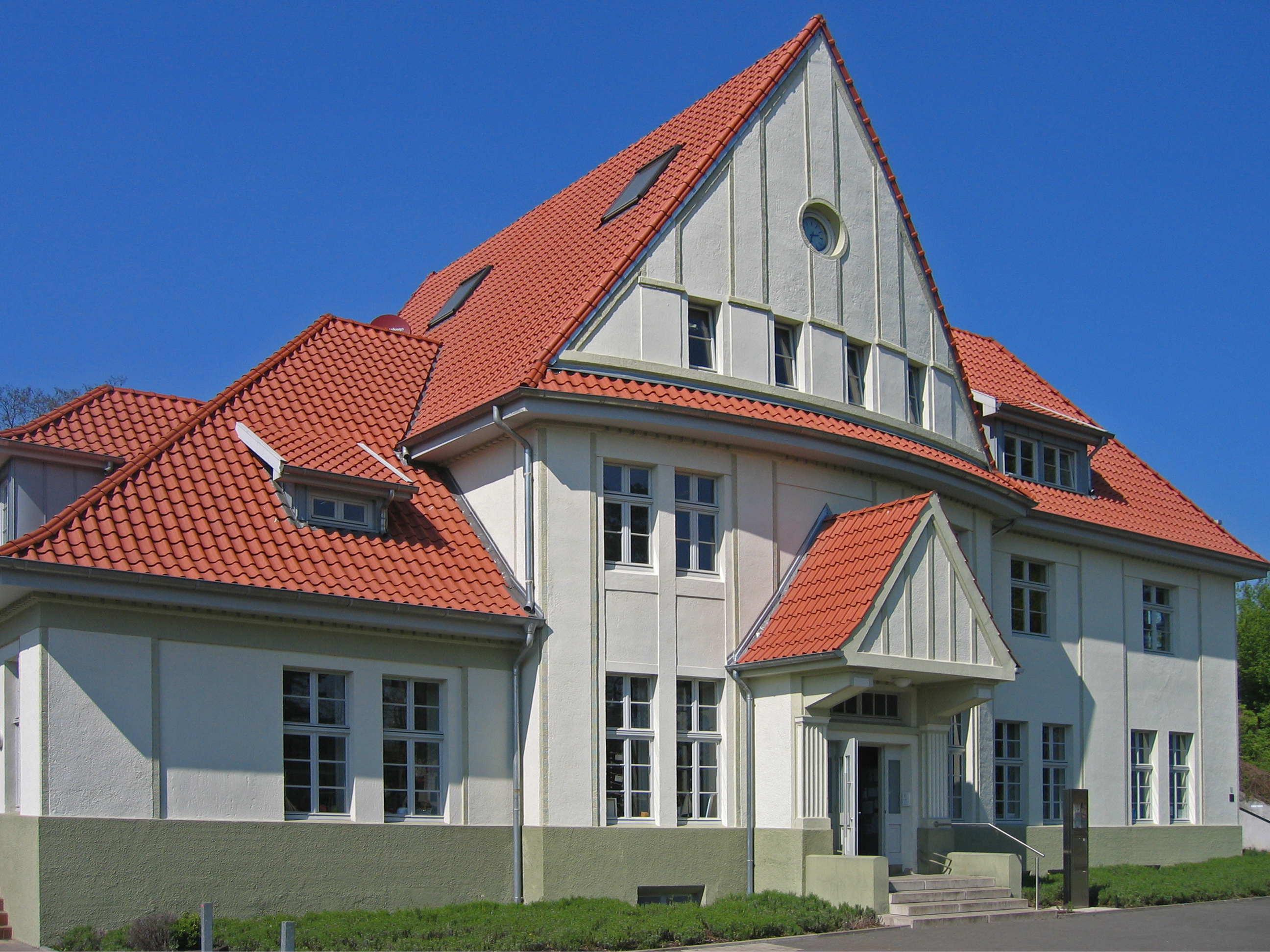
Ehemaliges Empfangsgebäude des Bahnhofs Isselhorst-Avenwedde

Der Haltepunkt Isselhorst-Avenwedde liegt an der Bahnstrecke Hamm–Minden. Er wird von der Ems-Börde-Bahn (RB 69: Bielefeld – Hamm – Münster) bedient. Zusätzlich halten morgens im Berufsverkehr einzelne Züge der RB 67 (Der Warendorfer). Das alte Bahnhofsgebäude wird heute in Trägerschaft eines Vereines als Bürgerhaus für den Stadtteil genutzt.
| Linie | Verlauf | Takt                                 |
| ----- | --- | ------------------------------------ |
| RB 67 | Warendorfer Bahn: Münster (Westf) Hbf – Telgte – Warendorf-Einen-Müssingen – Warendorf – Beelen – Clarholz – Herzebrock – Rheda-Wiedenbrück – Gütersloh Hbf – Isselhorst-Avenwedde – Bielefeld-Brackwede – Bielefeld Hbf Stand: Fahrplanwechsel Dezember 2021 | einzelne Züge (morgens an Werktagen) |
| RB 69 | Ems-Börde-Bahn (verkehrt zwischen Münster und Hamm zusammen mit der unter gleichem Namen fahrenden RB 89): Münster (Westf) Hbf – Münster-Hiltrup – Rinkerode – Drensteinfurt – Mersch (Westf) – Bockum-Hövel – Hamm (Westf) Hbf – Heessen – Ahlen (Westf) – Beckum-Neubeckum – Oelde – Rheda-Wiedenbrück – Gütersloh Hbf – Isselhorst-Avenwedde – Bielefeld-Brackwede – Bielefeld Hbf Stand: Fahrplanwechsel Dezember 2021 | 60 min                               |

Die Buslinie 201 verbindet Avenwedde mit Friedrichsdorf und Gütersloh, die Buslinien 94 und 95 mit Brackwede und Bielefeld. Der Südwesten Avenweddes wird durch die Buslinien 202 (Spexard) und 85 (von/nach Verl - Schloß Holte) erschlossen.

## Persönlichkeiten
Persönlichkeiten, die mit Avenwedde in Verbindung stehen:
- Heinz-Günter Bongartz (* 1955), Weihbischof, wuchs in Avenwedde auf
- Stephanie Goddard (* 1988), Fußballspielerin, wuchs in Avenwedde auf
- Adolf Günter Gräwe (1926–1986), von 1979 bis 1985 Bürgermeister von Gütersloh (CDU), wohnte in Avenwedde
- Paul Hemken to Krax (1914–2008), Kommunalpolitiker und Landrat (CDU), von 1946 bis 1970 Mitglied der Amtsvertretung des Amtes Avenwedde
- Thiemo Kraas (* 1984), Komponist und Dirigent, seit 2008 Dirigent und musikalischer Leiter des Jugendmusikkorps Avenwedde
- Fritz Latzke (1900–1958), Politiker (USPD, KPD), starb in Avenwedde
- Annette Paschke-Lehmann (* 1958), Politikerin und ehemalige Landtagsabgeordnete (Bündnis 90/Die Grünen), geboren in Avenwedde
- Thomas Plaßmann (1879–1959), Priester, Ehrenbürger von Gütersloh, geboren in Avenwedde
- Laas Unltd., deutscher Rapper und Songwriter

## Regelmäßige Veranstaltungen

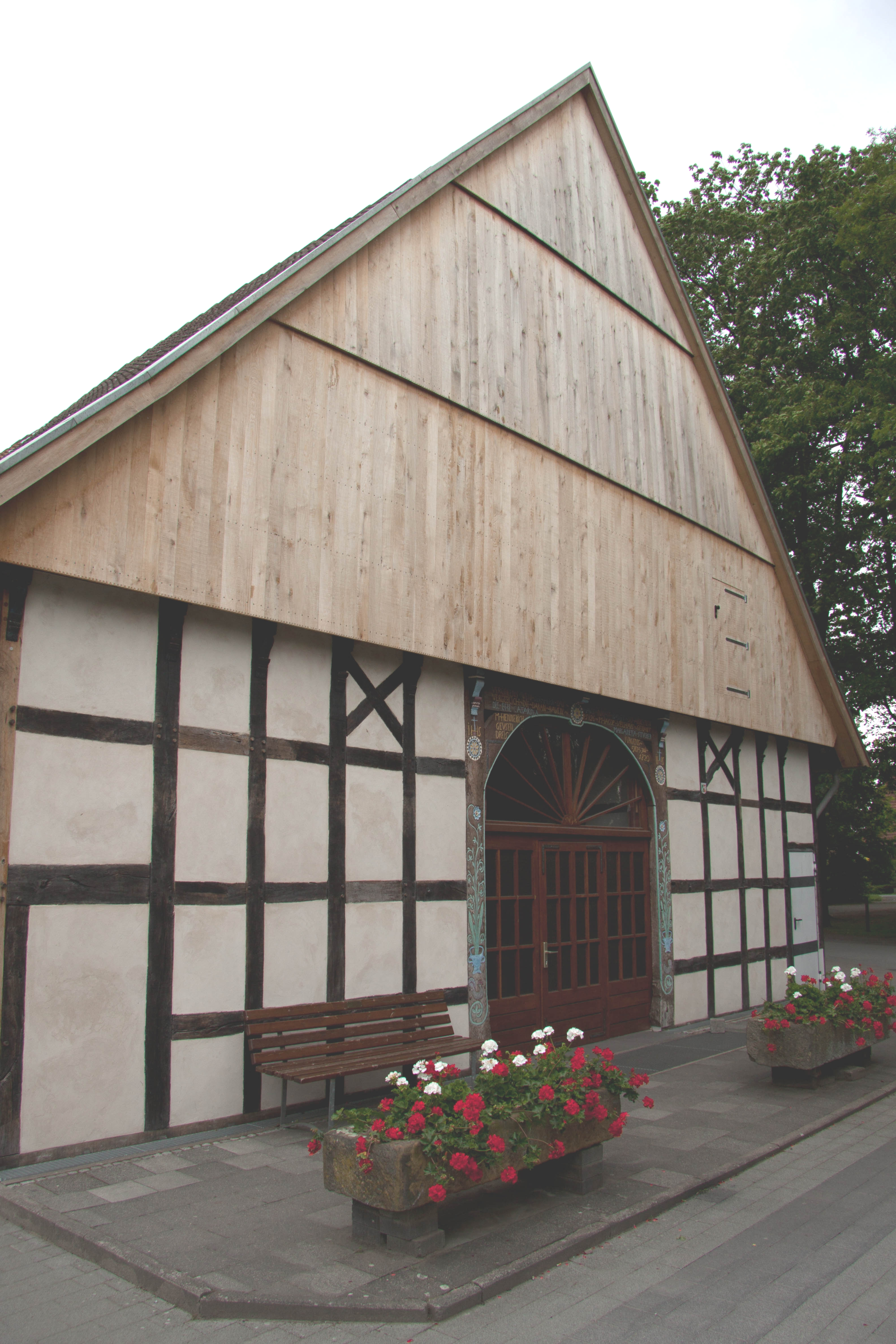
Musikzentrum Stiftung Altewischer

In Avenwedde finden vor allem regelmäßige Veranstaltungen der örtlichen Vereine statt. Zu nennen wären hier das Sommerfest und das Zeltlager der Kolpingjugend, das Fest der Freiwilligen Feuerwehr und die Schützenfeste der beiden Schützenbruderschaften St. Hubertus (Pfingsten) und St. Sebastian. Im Juni kann das Pfarrgemeindefest besucht werden. Ebenfalls im Frühling wird das Fronleichnamskonzert am Musikzentrum Altewischer organisiert. Schließlich gibt es in der Regel am zweiten Adventswochenende einen Weihnachtsmarkt und an der Kapellenschule das Lindenblütenfest.

## Sport
Der 1925 gegründete SV Avenwedde trägt seine Heimspiele im Stadion an der Isselhorster Straße aus, das im Sommer 1989 erbaut wurde.